# Cygnet (ort i Australien)
Cygnet är en ort i Australien. Den ligger i kommunen Huon Valley och delstaten Tasmanien, i den sydöstra delen av landet, omkring 37 kilometer sydväst om delstatshuvudstaden Hobart.
Närmaste större samhälle är Huonville, omkring 14 kilometer norr om Cygnet. 
I omgivningarna runt Cygnet växer i huvudsak städsegrön lövskog. Runt Cygnet är det mycket glesbefolkat, med 2 invånare per kvadratkilometer. Genomsnittlig årsnederbörd är 920 millimeter. Den regnigaste månaden är juli, med i genomsnitt 114 mm nederbörd, och den torraste är februari, med 49 mm nederbörd.